# Hans Christian Friedrich
Hans Christian Friedrich (1925 - 1992) fue un botánico alemán.

## Algunas publicaciones
- 1957. Plumbago wissii n. sp. (Dicot., Plumbaginaceae): ein charakteristischer Strauch der höchsten Gipfel des Brandberges in Südwestafrika. 3 pp.

- 1954. Studien über die natürliche Verwandtschaft der Plumbaginales, Primulales und Centrospermae. Múnich, Naturwiss. F., Diss. v. 17.

- La abreviatura «Friedrich» se emplea para indicar a Hans Christian Friedrich como autoridad en la descripción y clasificación científica de los vegetales.[1]